# División de Honor
División de Honor w rugby – najwyższa w hierarchii liga męskich ligowych rozgrywek rugby w Hiszpanii. Zmagania toczą się co roku jako mistrzostwa kraju.

## Zasady

### Format
W lidze występuje 12 zespołów, grających systemem ligowym (tj. „każdy z każdym mecz i rewanż”). Sześć najlepszych drużyn po sezonie ligowym bierze udział w rozgrywkach systemem play-off. Klub z dwunastego miejsca spada do División de Honor B, a drużyna z jedenastego miejsca rozgrywa baraż o utrzymanie w lidze z drugą drużyną División de Honor B.

### Punktacja
- 4 punkty za zwycięstwo
- 2 za remis
- 0 za porażkę
- Dodatkowy punkt:
  - za zdobycie co najmniej 4 przyłożeń
  - porażkę nie wyższą niż 7 punktów

## Medaliści División de Honor
| Rok                                   | Mistrz                             | Wicemistrz                               |                                               |
| 1953                                  | FC Barcelona                       | Atlético Madryt                          | UE Santboiana                                 |
| 1954                                  | FC Barcelona                       | Atlético Madryt                          | Natación Barcelona                            |
| 1955–1969                             | nie rozgrywano                     | –                                        | –                                             |
| 1970                                  | Atlético San Sebastián             | FC Barcelona                             | Canoe                                         |
| 1971                                  | Canoe                              | CR El Salvador                           | FC Barcelona                                  |
| 1972                                  | Canoe                              | CR El Salvador                           | UE Santboiana                                 |
| 1973                                  | Canoe                              | CD Arquitectura                          | CR El Salvador                                |
| 1974                                  | CD Arquitectura                    | Natación Barcelona                       | Canoe                                         |
| 1975                                  | CD Arquitectura                    | CR Cisneros                              | CAU Madrid                                    |
| 1976                                  | CR Cisneros                        | CD Arquitectura                          | CAU Madrid                                    |
| 1977                                  | CD Arquitectura CAU Madrid         | CR Cisneros                              |                                               |
| 1978                                  | Atlético San Sebastián             | CD Arquitectura                          | CAU Madrid                                    |
| 1979                                  | Atlético San Sebastián             | Hernani RC                               | RC Irún                                       |
| =                                     | CAU Madryt                         | CR Cisneros                              | CD Arquitectura                               |
| =                                     | RC Cornellà                        | UE Santboiana                            | Valencia RC                                   |
| =                                     | Amigos del Rugby                   | Sevilla FC                               | Univ. Granada                                 |
| 1980                                  | CAU Madryt                         | Hernani RC                               | Valencia RC                                   |
| 1981                                  | CD Arquitectura                    | Hernani RC                               | Valencia RC                                   |
| 1982                                  | CD Arquitectura                    | Hernani RC                               | FC Barcelona                                  |
| 1983                                  | Valencia RC                        | Atlético San Sebastián                   | UE Santboiana                                 |
| 1984                                  | UE Santboiana                      | CAU Madrid                               | Hernani RC                                    |
| 1985                                  | CR Cisneros                        | Atlético San Sebastián                   | CD Arquitectura                               |
| 1986                                  | CD Arquitectura                    | UE Santboiana                            | CR Cisneros                                   |
| 1987                                  | UE Santboiana                      | CD Arquitectura                          | Valencia RC                                   |
| 1988                                  | CD Arquitectura                    | UE Santboiana                            | CR El Salvador                                |
| 1989                                  | UE Santboiana                      | Complutense-Cisneros                     | CD Arquitectura                               |
| 1990                                  | CD Arquitectura                    | CR El Salvador                           | Ciencias Sewilla                              |
| 1991                                  | CR El Salvador                     | Liceo Francés                            | Getxo Artea RT                                |
| 1992                                  | Ciencias Sewilla                   | UE Santboiana                            | Liceo Francés                                 |
| 1993                                  | Getxo Artea RT                     | Liceo Francés                            | Ciencias Sevilla                              |
| 1994                                  | Ciencias Sewilla                   | Getxo Artea RT                           | CR El Salvador                                |
| 1995                                  | CD Arquitectura                    | Getxo Artea RT                           | VRAC                                          |
| 1996                                  | UE Santboiana                      | Ciencias Sewilla                         | Getxo Artea RT                                |
| 1997                                  | UE Santboiana                      | Getxo Artea RT                           | CD Arquitectura                               |
| 1998                                  | CR El Salvador                     | UE Santboiana                            | Real Canoe NC                                 |
| 1999                                  | Valladolid RAC                     | UE Santboiana                            | Ciencias Sewilla                              |
| 2000                                  | Real Canoe NC                      | CR El Salvador                           | UE Santboiana                                 |
| 2001                                  | Valladolid RAC                     | Univ. Sewilla                            | Liceo Francés                                 |
| 2002                                  | Alcobendas Rugby                   | CR El Salvador                           | CRC Madryt                                    |
| 2003                                  | CR El Salvador                     | Alcobendas Rugby                         | Valladolid RAC                                |
| 2004                                  | CR El Salvador                     | CRC Madryt                               | Valladolid RAC                                |
| 2005                                  | UE Santboiana                      | CR El Salvador                           | Bera Bera RT                                  |
| 2006                                  | UE Santboiana                      | CR El Salvador                           | Barcelona UC                                  |
| 2007                                  | CR El Salvador                     | CRC Madryt                               | UE Santboiana                                 |
| 2008                                  | CR El Salvador                     | Ciencias Sewilla                         | CRC Madryt                                    |
| 2009                                  | CRC Madryt                         | CR El Salvador                           | Ciencias Sewilla                              |
| 2010                                  | CR El Salvador                     | CR La Vila                               | Ciencias Sewilla                              |
| 2011                                  | CR La Vila                         | Ordizia RE                               | CR El Salvador                                |
| 2012                                  | Valladolid RAC                     | Ordizia RE                               | Getxo Artea RT, Gernika RT*                   |
| 2013                                  | Valladolid RAC                     | UE Santboiana                            | CR El Salvador, Rugby Atlético Madrid         |
| 2014                                  | Valladolid RAC                     | CR El Salvador                           | Independiente RC, CR Cisneros                 |
| 2015                                  | Valladolid RAC                     | UE Santboiana                            | CR El Salvador, CR Cisneros                   |
| 2016                                  | CR El Salvador                     | Valladolid RAC                           | Independiente RC, CR Cisneros                 |
| 2017                                  | Valladolid RAC                     | CR El Salvador                           | Alcobendas Rugby, UE Santboiana               |
| 2018                                  | Valladolid RAC                     | CR El Salvador                           | Independiente RC, Alcobendas Rugby            |
| 2019                                  | Valladolid RAC                     | SilverStorm El Salvador                  | Alcobendas Rugby, AMPO Ordizia                |
| 2020                                  | Valladolid RAC                     | SilverStorm El Salvador                  | Alcobendas Rugby                              |
| 2021                                  | Valladolid RAC Quesos Enterpinares | Lexus Alcobendas Rugby                   | SilverStorm El Salvador, Barça Rugbi          |
| 2022                                  | UE Santboiana                      | Ampo Ordizia RE                          | SilverStorm El Salvador, Complutense Cisneros |
| 2023                                  | Valladolid RAC Quesos Enterpinares | Recoletas Burgos – Universidad de Burgos | UE Santboiana, Ciencias Sewilla               |
| 2024                                  | Valladolid RAC Quesos Enterpinares | Recoletas Burgos – Universidad de Burgos | Ciencias Sewilla, CR El Salvador              |
| * Od 2012 półfinaliści fazy play-off. |                                    |                                          |                                               |

### Statystyka
| Zespół                                                                                                  | Liczba tytułów | Zdobyte mistrzostwa                                                          | Region          |
| --- | -------------- | ---------------------------------------------------------------------------- | --------------- |
| Valladolid RAC                                                                                          | 13             | 1999, 2001, 2012, 2013, 2014, 2015, 2017, 2018, 2019, 2020, 2021, 2023, 2024 | Kastylia i León |
| CD Arquitectura                                                                                         | 9              | 1974, 1975, 1977, 1981, 1982, 1986, 1988, 1990, 1995                         |                 |
| CR El Salvador                                                                                          | 8              | 1991, 1998, 2003, 2004, 2007, 2008, 2010, 2016                               | Kastylia i León |
| UE Santboiana                                                                                           | 8              | 1984, 1987, 1989, 1996, 1997, 2005, 2006, 2022                               | Katalonia       |
| Real Canoe / CRC Madryt                                                                                 | 5              | 1971, 1972, 1973, 2000, 2009                                                 |                 |
| Atlético San Sebastián                                                                                  | 3              | 1970, 1978, 1979*                                                            | Kraj Basków     |
| FC Barcelona                                                                                            | 2              | 1953, 1954                                                                   | Katalonia       |
| CAU Madryt                                                                                              | 2              | 1979*, 1980                                                                  |                 |
| Ciencias Sewilla                                                                                        | 2              | 1992, 1994                                                                   |                 |
| CR Cisneros                                                                                             | 2              | 1976, 1985                                                                   |                 |
| Club Amigos del Rugby                                                                                   | 1              | 1979*                                                                        |                 |
| RC Cornellà                                                                                             | 1              | 1979*                                                                        | Katalonia       |
| Getxo Artea RT                                                                                          | 1              | 1993                                                                         | Kraj Basków     |
| Alcobendas Rugby                                                                                        | 1              | 2002                                                                         |                 |
| Valencia RC                                                                                             | 1              | 1983                                                                         |                 |
| CR La Vila                                                                                              | 1              | 2011                                                                         |                 |
| * W tym sezonie rozgrywki odbyły się w czterech grupach. Wszyscy zwycięzcy otrzymali tytuł mistrzowski. |                |                                                                              |                 |